# Maximilian von Mutius
Johannes Heinrich Maximilian von Mutius (* 27. Januar 1865 in Berlin; † 30. Januar 1942 in Gellenau, Landkreis Glatz) war ein preußischer Generalmajor.

## Leben

### Herkunft
Maximilian entstammte der I. Linie des Adelsgeschlechts von Mutius. Er war der Sohn des preußischen Rittmeisters und Herrn auf Altwasser und Gellenau Hans von Mutius (1825–1883) und dessen Ehefrau Gerta, geborene von Bethmann Hollweg (1831–1896), eine Tochter des Politikers Moritz August von Bethmann-Hollweg und der Auguste Gehser. Sein älterer Bruder war der preußische Generalleutnant Albert von Mutius, sein jüngerer Bruder der Diplomat Gerhard von Mutius. Einer seiner Cousins war der Reichskanzler Theobald von Bethmann Hollweg.

### Karriere
Mutius trat am 22. März 1884 als Fahnenjunker in das Königs-Grenadier-Regiment (2. Westpreußisches) Nr. 7 der Preußischen Armee in Liegnitz ein, avancierte Mitte September 1885 zum Sekondeleutnant und war vom 5. März 1889 bis zum 19. September 1891 Adjutant des II. Bataillons. Anschließend nach Spandau in das 3. Garde-Grenadier-Regiment Königin Elisabeth versetzt, stieg er Mitte September 1893 zum Premierleutnant auf und absolvierte von Oktober 1893 bis Juli 1896 die Kriegsakademie. Ab April 1897 war Mutius für zwei Jahre zur Dienstleistung beim Großen Generalstab kommandiert und wurde anschließend unter Beförderung zum Hauptmann in den Generalstab des VI. Armee-Korps versetzt. Daran schloss sich ab Mitte April 1901 eine Verwendung im Generalstab der 2. Division an. Am 13. Februar 1902 wurde er in den Großen Generalstab versetzt und als Militärattaché an die deutsche Gesandtschaft in Bukarest kommandiert. Mit der Ernennung zum Chef der 8. Kompanie im Grenadier-Regiment König Wilhelm I. (2. Westpreußisches) Nr. 7 trat Mutius am 10. März 1904 in den Truppendienst zurück. Mit der Beförderung zum Major wurde er am 19. Oktober 1905 erneut in den Großen Generalstab versetzt und als Militärattaché an die deutsche Gesandtschaft in Paris kommandiert. Mitte Juni 1909 erfolgte seine Versetzung in den Generalstab des IV. Armee-Korps.
Am 1. September 1910 wurde Mutius zum diensthabenden Flügeladjutanten von Kaiser Wilhelms II. ernannt. Zugleich war er Kommandeur der Schloßgarde-Kompanie und Mitglied der General-Ordens-Kommission. In diesen Funktionen stieg er bis 22. März 1914 zum Oberst auf. Während des Ersten Weltkriegs avancierte er am 20. Mai 1917 zum Generalmajor und war vom 15. Dezember 1917 über das Kriegsende hinaus bis 21. Februar 1919 Kommandeur der 6. Infanterie-Division. Für sein Wirken erhielt er im Juli 1918 das Komturkreuz des Königlichen Hausordens von Hohenzollern mit Schwertern.
Während der Weimarer Republik und der NS-Zeit lebte Mutius zurückgezogen auf dem Familiengut, Schloss Gellenau, seinem Besitz.
Mutius' Nachlass lagert heute im Bundesarchiv in Freiburg. In ihm finden sich seine bisher ungedruckten, jedoch teilweise von Historikern wie Holger Afflerbach in anderen Arbeiten verwendeten Lebenserinnerungen 1865–1918.